# Championnat d'Amérique du Nord masculin de volley-ball 1975
Navigation
Édition précédente Édition suivante
Le 4e championnat d'Amérique du Nord de volley-ball masculin s'est déroulé du 3 août 1975 au 8 août 1975 à Los Angeles, États-Unis. Il a mis aux prises les cinq meilleures équipes continentales.

## Classement final
| Place              | Équipe     |
| ------------------ | ---------- |
| Médaille d'or      | Cuba       |
| Médaille d'argent  | Mexique    |
| Médaille de bronze | États-Unis |
| 4                  | Canada     |
| 5                  | Haïti      |